# Krakova hoľa
Krakova hoľa je mohutná hole v severní části Ďumbierských Tater.
Pěkně tvarovaná mohutná hole se nachází mezi Demänovskou dolinou, Jánskou dolinou a Iľanovskou dolinou. Její poloha mimo hlavní hřeben a nadmořská výška z ní činí dominantu širokého okolí, nad které výrazně vyčnívá a poskytuje tak zajímavý kruhový výhled. S hlavním hřebenem vrch spojuje rozsocha, na níž jižně od Krakovy hole leží Tanečnice (1681 m), oddělená sedlem Javorie.
Východní a jižní části patří do Národní přírodní rezervace Ďumbier s 5. stupněm ochrany.

## Přístup
- po  značce:
  - ze severu z obce Iľanovo
  - ze západu z Demänovské doliny od Demänovské jeskyně svobody
- po  značce ze sedla Javorie